# Cayo Sal (Los Roques)
Cayo Sal es el nombre de una isla perteneciente a Venezuela ubicada en el oeste de Mar Caribe, que hace parte del parque nacional Archipiélago de los Roques, y de las Dependencias Federales de Venezuela, depende además de la Autoridad Única de Área de los Roques. 
Cayo Sal es una isla alargada y poco ancha de 2,2 kilómetros cuadrados (220 hectáreas) que hace parte de la zona del archipiélago denominada «Zona Primitiva Marina (PM)» donde se permite el turismo con ciertas restricciones, además de la llamada «Zona de interés histórico, cultural, arqueológico y paleontológico» donde están incluidas las islas consideradas con un valor histórico particular, tiene importancia en este cayo actividades turísticas como el Buceo.

## Historia
Cayo Sal es conocido por poseer algunos de los hallazgos precolombinos más antiguos del archipiélago, que incluyen herramientas y diversos objetos de arcillas lo que hace presumir presencia humana anterior a la colonización española.
Recibe su actual denominación por el hecho de que la isla sirvió para la extracción de sal desde el Siglo XVI.
El territorio fue integrado junto con el resto de los cayos e islas a las dependencias federales a partir de 1938, y hace parte del parque nacional desde 1972, desde entonces pertenecen a dos zonas simultáneamente, la histórica y la Primitiva Marina.

## Geografía

### Ubicación
Se encuentra geográficamente al norte de Venezuela, en la parte oeste del mar Caribe o mar de las Antillas, dentro del parque nacional puede ubicarse al sur de la Ensenada o Bajos de los Roques, siendo otros cayos cercanos Dos Mosquises y Cayo pelona (ambos ubicados al noroeste de Cayo Sal), dado que el aeropuerto de Gran Roque se encuentra en el extremo opuesto del parque es uno de los cayos relativamente más alejados.